# Пак Джон Хун
Пак Джон Хун (кор. 박종훈, р.6 мая 1965) — южнокорейский гимнаст, призёр Олимпийских игр.

## Биография
Родился в 1965 году. В 1988 году стал бронзовым призёром Олимпийских игр в Сеуле.